# Zoopraxiscopio

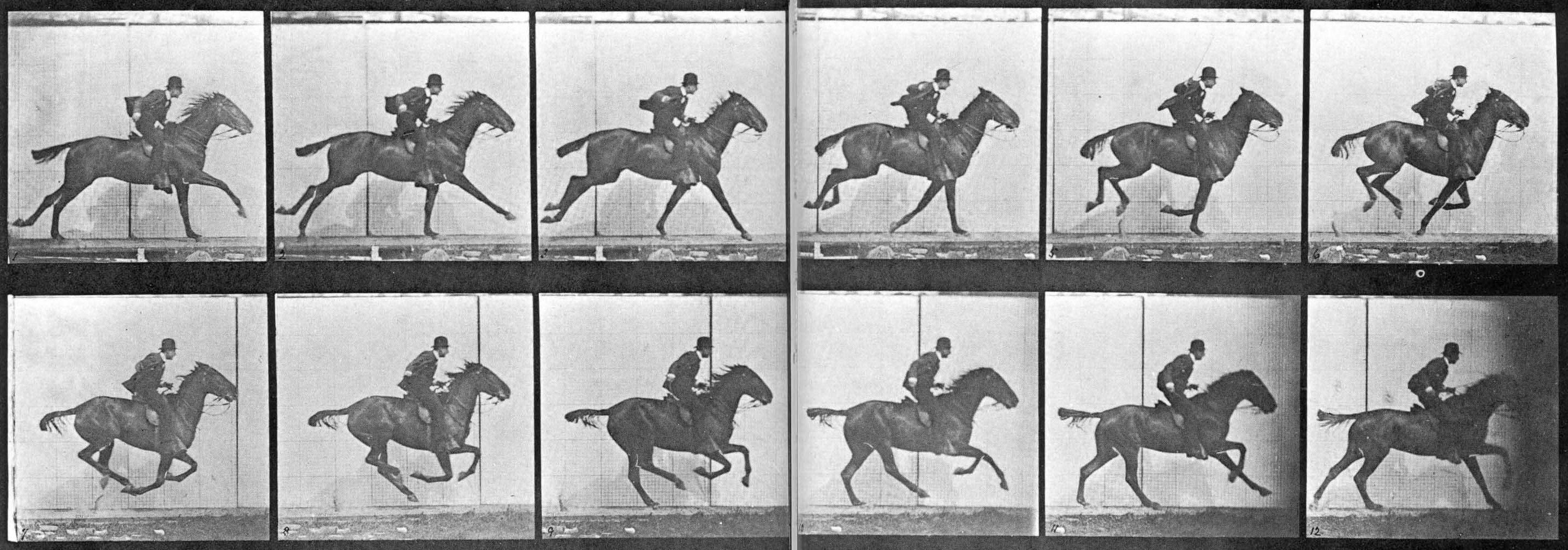
Una serie de fotos hechas por Eadweard Muybridge de un caballo galopando.

Animación hecha al colocar las fotos del caballo galopando en rápida sucesión.

El zoopraxiscopio es un artefacto que fue creado en el 1879 por Eadweard Muybridge que permitió el desarrollo de los inicios del cine y la proyección de películas cinematográficas, siendo anterior al cinematógrafo.
Muybridge quería mejorar sus resultados proyectando sus imágenes sobre una pantalla y entonces inventó el zoopraxiscopio, bautizado por las palabras "animal" y "rota" (rotación). Es un primitivo proyector de cine que utilizaba una fuerte luz para proyectar imágenes secuenciales de un disco de cristal, así creando una ilusión óptica de movimiento. Reproducía las imágenes y parecía que el caballo estaba en movimiento, parecía una película. Los discos contenía varias imágenes, la mayoría con silueta negra y algunos pequeños detalles.
Gracias a este invento pudo aplicar su estudio del movimiento con varios animales y personas en acción. 
Estas imágenes fueron presentadas en congresos de Europa y América. En 1883 recibió una beca de investigación de mucho dinero de la Universidad de Pensilvania para seguir con su investigación.
A partir de aquí, creó más de 10000 secuencias de imágenes, que fueron publicadas en el libro  “Animal Locomotion".
En el 1888 Muybridge mostró sus fotografías a Thomas Edison y a William K. L. Dickson ( inventores del fonógrafo). Les propuso crear un nuevo invento juntando el zoopraxiscopio con el fonógrafo para mostrar imágenes sonoras. La idea nunca se llevó a la práctica, pero Edison, por su parte, con la ayuda de su asistente, elaboró una máquina que "hiciera por el ojo lo que el fonógrafo no hacía".
Las imágenes de los 71 discos conocidos que han sobrevivido se han reproducido en el libro Eadweard Muybridge: The Kingston Museum Bequest (The Projection Box).
Actualmente la máquina reside en el Kingston Museum Muybridge Bequest Collection, con casi 70 de los discos originales.

## Detalles técnicos
- Discos de vidrio, de aproximadamente 16 pulgadas de diámetro.
- Los discos de obturación se podían intercambiar, dependiendo del tipo de imágenes que se utilizaba y el efecto deseado.
- La máquina se operaba manualmente.
- Un portador de diapositivas se ajustaba en la linterna, permitiendo la entrada de portaobjetos de vidrio estándar (más o menos 3x4 pulgadas)
- El portalámparas era una proyección de diapositivas estándar o una linterna de proyección científica.[5]

## Historia
En 1872, Leland Stanford, el gobernador de California, muy interesado en los caballos, se planteó la siguiente pregunta: “¿un caballo al galope o trote largo es capaz de mantenerse en algún momento en el aire con sus cuatro extremidades, sin tocar el suelo?”  Este defiende contra sus amigos que un caballo llega a estar suspendido en los aires sin apoyar ninguno de sus cascos durante unos pocos segundos cuando galopa o trota. Para responder a esa pregunta, contrata a Eadweard Muybridge, un fotógrafo y investigador que, a partir de una serie de fotografías, intentará encontrar una respuesta. 
Este empieza con varios intentos fallidos a falta de negativos de buena calidad. Sin embargo, acaba encontrando una forma de demostrar a Stanford que este tenía razón y que efectivamente, los caballos no siempre tocaban el suelo con sus cascos. Instala unas doce cámaras en fila que disparan cuando pasa el caballo, calculando una velocidad de 35 km/h. Sin embargo, el experimento queda incompleto por falta de velocidad de obturación. Unos años más tarde, decide volver a intentarlo atando una cuerda al otro lado de la pista con el obturador. De esa forma, las cámaras disparan a una velocidad más rápida y consiguen así darle una respuesta a Leland Stanford. 
Para mejorar su invento decide encontrar una forma de reproducirlas en una pantalla. Para aquello, transfiere las imágenes a un disco de cristal (pintándolas como siluetas) y así a través del nuevo aparato que inventa a continuación que bautiza con el nombre zoopraxiscopio puede proyectar las imágenes permitiendo realizar una de las primeras proyecciones de imágenes en movimiento. 
Este invento revolucionario permitió un gran avance en el estudio de los animales ya que permitía estudiar cualquier forma en movimiento. Se utilizó tanto para comprender el ser humano examinando hombres vestidos o desnudos corriendo, nadando, caminando, saltando…  para así entender mejor cómo funcionamos, que para entender las diferentes razas de animales que existen en el mundo como hicieron en el laboratorio de Filadelfia. 
Se afirma que el  zoopraxiscopio es uno de los pioneros más importantes del cine ya que se dice que Thomas Edison se inspiró de él para inventar el Kinetoscopio. Además no sólo inspiró a artistas de esa época sino que también artistas de hoy en día se han inspirado de ese experimento. Inspiró a artistas como el compositor Philip glass o el legendario grupo de rock U2 que incorporaron las técnicas e imágenes a sus trabajos.